# Freccia
Der Freccia (deutsch „Pfeil“) ist ein italienischer 8×8-Radschützenpanzer.

## Kurzbeschreibung
Es handelt sich um eine Version des Radpanzers Centauro. Aus diesem Grund trug das Fahrzeug bis 2006 die Bezeichnung Centauro VBC (Veicolo Blindato da Combattimento, „gepanzertes Kampffahrzeug“), später dann VBM Freccia (Veicolo Blindato Medio, „mittleres gepanzertes Fahrzeug“). Es wurde vom Unternehmenskonsortium bestehend aus Iveco, Oto Melara und Fiat (Consorzio Iveco-Oto Melara – CIO) für das italienische Heer entwickelt, das insgesamt 630 Freccia in Auftrag gegeben hat und damit voraussichtlich drei Brigaden in Süditalien ausrüsten wird (Pinerolo, Aosta, Sassari).
Der Freccia in der Standardausführung wird mit dem Turm des Schützenpanzers Dardo ausgestattet (Oto Melara Hitfist 25), es können jedoch auch Bordkanonen bis zum Kaliber 60 mm eingebaut werden (Hitfist 60/70). Am Turm können zwei Startvorrichtungen für Spike-ER-Raketen angebracht werden. Von den zunächst 249 für das italienische Heer bestellten Fahrzeugen wurden 172 mit Hitfist-Turm ausgerüstet und 36 mit Hitfist-Turm und Spike-LR-Raketen. Dazu kommen 20 Kommandofahrzeuge und 21 120-mm-Mörser-Träger. 2014 wurden 381 weitere Fahrzeuge bestellt, davon 120 in einer Aufklärungsversion.

## Nutzer
- Italien: 630 (Stand 2019)[2]

## Galerie

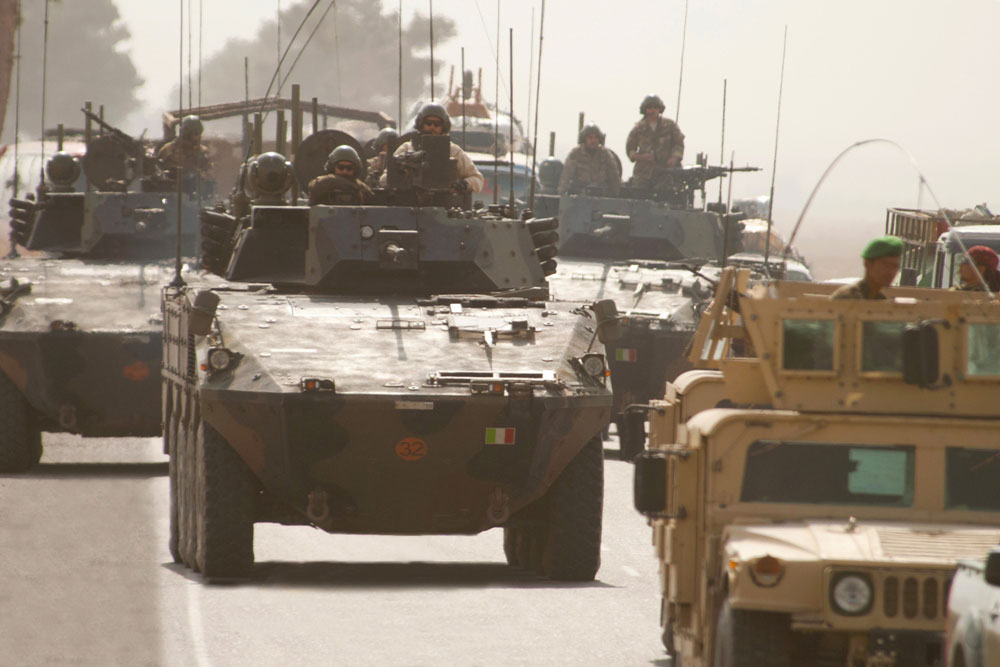
Kavallerie-Einheit auf Freccia in Afghanistan (2012)
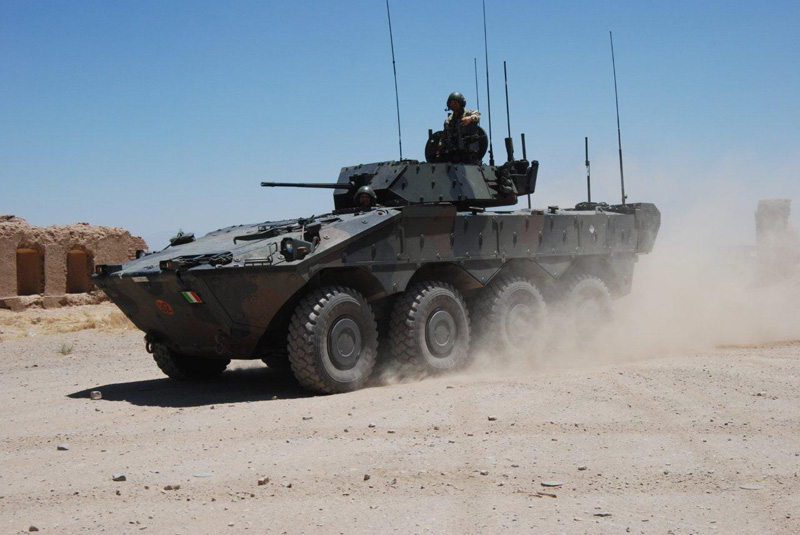
Freccia in Afghanistan
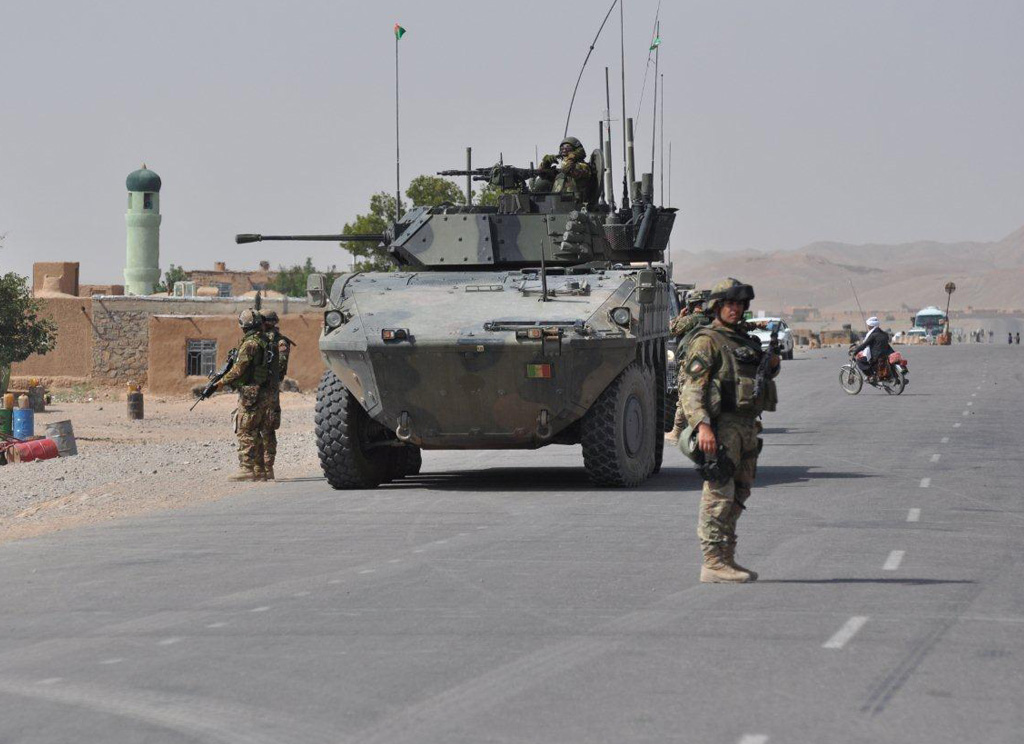
Freccia der Brigade Sassari
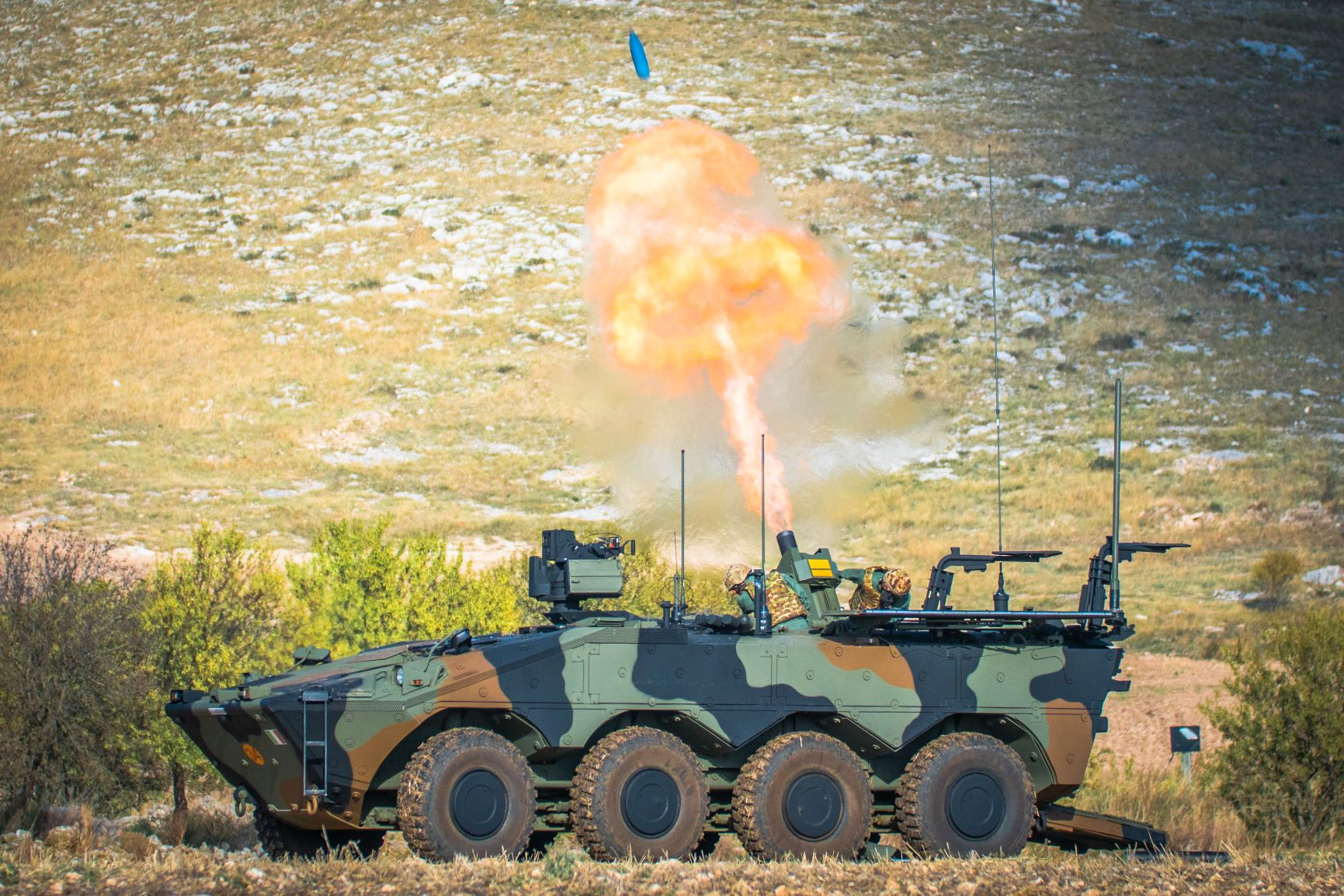
Freccia AMC 120-mm-Mörser Schussabgabe